# Марцевич Едуард Євгенович
Марцевич Едуард Євгенович (29 грудня 1936 — 12 жовтня 2013) — радянський і російський актор театру і кіно, театральний педагог і режисер. Заслужений артист РРФСР (1974). Народний артист РРФСР (1987).

## Біографія
Закінчив Вище театральне училище імені М. С. Щепкіна (1959).
З 1959 року — актор Театру ім. В. Маяковського в Москві.
З 1969 року — актор Державного академічного Малого театру в Москві.
У 1973–1975 рр. викладав у Вищому театральному училищі імені М. С. Щепкіна.
Член Спілки театральних діячів Росії (1962 р.), член Спілки кінематографістів (1975 р.), член Російської асоціації міжнародного та наукового співробітництва з країнами Балтії (Будинок Дружби, 1995 р.). Нагороджений орденом Дружби (1997 р.), орденом «За заслуги перед Вітчизною» IV ступеня (2006), медалями «Ветеран праці» та «В пам'ять 850-річчя Москви».
Помер після важкої хвороби, похований 17 жовтня на Троєкуровському кладовищі.

## Фільмографія
Зіграв близько ста ролей в кіно і фільмах-спектаклях, у тому числі:
- «Аннушка» (1959)
- «Війна і мир» (1965—1967, Борис Друбецький)
- «Червоний намет» (1969, Фінн Мальмгрен)
- «Найостанніший день» (1973)
- «Обеліск» (1976, Павло Миклашевич
- «Чотири пори року» (1976))
- «Сімейні обставини» (1977,  Никодим, вітчим
- «Хліб, золото, наган» (1980, ватажок банди, Аркадій Миколайович Мєзєнцев)
- «Ідеальний чоловік» (1980, лорд Артур Горинг)
- «Жінка в білому» (1981, сер Персіваль Глайд, баронет)
- «З вечора до полудня» (1981, Льова Груздєв)
- «Чорний замок Ольшанський» (1984, Мар'ян Пташинський, історик)
- «Будинок на дюнах» (1984, Хеддлстон)
- Гумова жінка (1991,  Іван Ілліч Радонезький, скульптор, художник)
- «Боєць» (2004, т/с, «Імперіал», злодій в законі, чорна масть на зоні, авторитет)
- та ін.

Знявся в українських фільмах:
- «Лаври» (1972, Леонід Шляхтич)
- «Зелений фургон» (1983, т/ф, 2 а, Патрикеєв, батько Володі)
- «Канкан в Англійському парку» (1984, Лодзен)
- «Дорога через руїни» (1989, Михайло, вчитель)
- «Капітан Крокус» (1991, почесний лихвар)
- «Об'єкт „Джей“» (1995, французький генерал).